# Vlad Munteanu
Vlad Munteanu (n. 16 ianuarie 1981, Bacău, România) este un fotbalist român, component al echipei FC Concordia Chiajna.

## Carieră
Munteanu a jucat prima dată la clubul de fotbal din orașul natal, FCM Bacău. Apoi s-a transferat la Dinamo București unde a stat 6 ani, jucând peste 90 de meciuri. A mai fost împrumutat la Poiana Câmpina și FC Național București. În 2006 este transferat la Energie Cottbus, în Bundesliga. În vara lui 2007 a semnat cu VfL Wolfsburg, împreună cu Sergiu Radu. Nu s-a acomodat la Wolfsburg, fiind mai mult împrumutat, la AJ Auxerre în Franța, sau la Arminia Bielefeld și FSV Frankfurt, în Germania. În ianuarie 2011 și-a reziliat contractul cu Wolfsburg și a revenit la Dinamo, cu care a semnat o înțelegere pentru șase luni cu posibilitate de prelungire.În iulie 2011 contractul cu Dinamo a expirat și a plecat la Concordia Chiajna, unde deocamdată în 18 meciuri a înscris un gol,contra Stelei.

## Naționala
Vlad Munteanu a apărut într-un meci împotriva Spaniei în care a și marcat.

## Titluri
- Liga 1 (1):
  - 2004
- Cupa României (3):
  - 2001, 2003, 2004
- Supercupa României (1):
  - 2005